# Берне (хутір)
Берне (Бернів, Берно, рос. Берное) — колишній хутір у Рогачівській волості Новоград-Волинського повіту Волинської губернії та Турівській сільській раді Баранівського і Довбишського (Мархлевського, Щорського) районів Волинської округи, Київської та Житомирської областей.

## Населення
Станом на 1906 рік в хуторі налічувалося 10 домогосподарств та 61 житель, у 1923 році — 56 осіб та 10 дворів.

## Історія
У 1906 році — сільце Рогачівської волості (3-го стану) Новоград-Волинського повіту Волинської губернії. Відстань до повітового центру, м. Новоград-Волинський, становила 41 версту, до волосного центру, містечка Рогачів, 21 версту. Найближче поштово-телеграфне відділення розташовувалося в Рогачеві. У 1911 році налічувалося 220 десятин землі.
У 1923 році хутір включено до складу новоствореної Турівської сільської ради, котра, від 7 березня 1923 року, стала частиною новоутвореного Баранівського району Житомирської (згодом — Волинська) округи. Розміщувався за 25 верст від районного центру, міст. Баранівка, та 3 версти від центру сільської ради, с. Турова. В складі сільської ради, 1 вересня 1925 року, включений до новоствореного Довбишського (згодом — Мархлевський) району, після його ліквідації, 17 жовтня 1935 року, повернутий до складу Баранівського району. 14 травня 1939 року, в складі сільради, переданий у підпорядкування новоствореного Щорського району Житомирської області.
Знятий з обліку населених пунктів до 1 жовтня 1941 року.